# 2000 v loďstvech
Tento článek obsahuje významné události v oblasti loďstev v roce 2000.

## Události

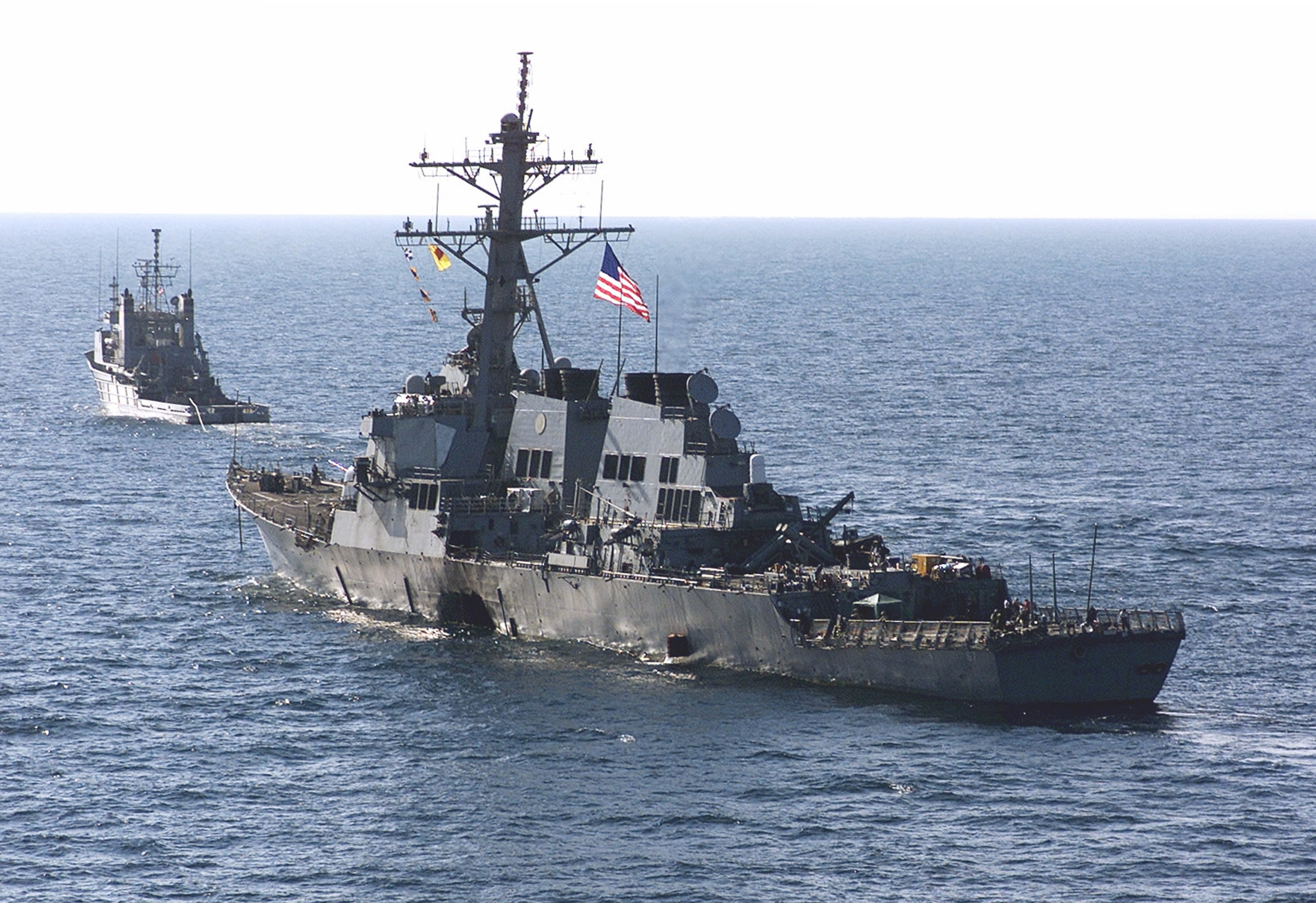
USS Cole (DDG-67) je vlečen z Adenského přístavu k opravě ve Státech

- 12. října – 17 amerických námořníků zahynulo a dalších 39 bylo zraněno při útoku výbušninami naloženého sebevražedného člunu na torpédoborec USS Cole (DDG-67) v jemenském přístavu Aden[1]

## Lodě vstoupivší do služby
- ? –  Robinson (P-45) – korveta třídy Espora

- 15. března –  Inazuma (DD-105) – torpédoborec třídy Murasame

- 18. března –  RSS Endurance (207) a RSS Resolution (208) – tankové výsadkové lodě třídy Endurance

- 21. března –  Samidare (DD-106) – torpédoborec třídy Murasame

- 28. března –  USNS Seay (T-AKR 302) – transportní loď třídy Bob Hope

- 14. dubna –  INS Brahmaputra (F23) – fregata stejnojmenné třídy[2]

- 8. června –  HMS Kent (F78) – fregata Typu 23 Norfolk

- 25. června –  Polské námořnictvo převzalo do služby fregatu ORP Generał Kazimierz Pułaski, která byla jako USS Clark (FFG-11) 15. března téhož roku vyškrtnuta ze stavu US Navy[3]

- 19. července –  Sindhushastra (S65) – ponorka třídy Sindhughosh[4]

- 28. září –  INS Trinkat (T 61) – hlídková loď stejnojmenné třídy

- 14. října –  USS Roosevelt (DDG-80) – torpédoborec třídy Arleigh Burke[5]

- 19. října –  USS Oscar Austin (DDG-79) – torpédoborec třídy Arleigh Burke[6]

- Prosince –  NAe São Paulo (A12) – letadlová loď třídy Clemenceau